# Herman Hultberg
Herman Wilhelm Hultberg, född 11 januari 1839 i Källby socken, Skaraborgs län, död 31 augusti 1902 i Stockholm, var en svensk borgmästare och riksdagsman.
Hultberg blev student vid Uppsala universitet 1856 och avlade hovrättsexamen 1863. Han blev e.o. notarie i Svea hovrätt samma år, vice häradshövding 1865, var t.f. domhavande tidvis 1864–1871, blev rådman i Falu stad 1871, var t.f. revisionssekreterare i särskilda mål 1882 och 1885 samt borgmästare i Falu stad 1892–1900.
Hultberg var ledamot i kommittén angående stadga rörande eftersökande och bearbetande av stenkolsfyndigheter 1884–1885 och i kommittén angående ändringar i gruvestadgan 1890–1891, ombudsman vid Stora Kopparbergs bergslag, vid Kopparbergs enskilda bank och vid Dalälvarnes flottningsförening. Som riksdagsman var han ledamot av riksdagens andra kammare 1882–1884 och 1887B, invald i Falu, Hedemora och Säters valkrets, och ledamot i lagutskottet 1887B.